# 129161 Mykallefevre
129161 Mykallefevre este o planetă minoră (asteroid) din centura de asteroizi. A fost descoperită pe 2 aprilie 2005 la Catalina Station⁠(d) de Catalina Sky Survey. 
Obiectul prezintă o orbită caracterizată de o semiaxă mare de 2,6289234423491 UAi, o excentricitate de 0,07, o înclinație de 15,2 ° în raport cu ecliptica.